# Verbascum badense
Verbascum badense är en flenörtsväxtart som beskrevs av Günther von Mannagetta und Lërchenau Beck. Verbascum badense ingår i släktet kungsljus, och familjen flenörtsväxter. Inga underarter finns listade i Catalogue of Life.